# Comuna Krîva Balka, raionul Mîkolaiiv, regiunea Mîkolaiiv
Krîva Balka (în ucraineană Крива Балка) este o comună în raionul Mîkolaiiv, regiunea Mîkolaiiv, Ucraina, formată din satele Krîva Balka (reședința), Podîmove și Polovînkî.

## Demografie
Componența lingvistică a comunei Krîva Balka
     Ucraineană (90,93%)
     Rusă (8,11%)
     Alte limbi (0,36%)
Conform recensământului din 2001, majoritatea populației comunei Krîva Balka era vorbitoare de ucraineană (90,93%), existând în minoritate și vorbitori de rusă (8,11%).